# Philip Thicknesse
Philip Thicknesse (1719, Staffordshire, Anglie – 23. listopadu 1792, Francie) byl anglický spisovatel, přítel Thomase Gainsborougha.

## Život
Narodil se ve Staffordshire v Anglii, později žil ve Farthinghoe, hrabství Northamptonshire, a v Bath, hrabství Sommerset. Po roce 1737 byl soukromou jamajskou společností pověřen funkcí lodního kapitána, ovšem roku 1740 přestoupil ke královskému námořnictvu, kde obdržel hodnost podkapitána (anglicky Captain-Lieutenant). V letech 1753–1766 sloužil jako zástupce velitele pevnosti Landguard v hrabství Suffolk.
Philip Thicknesse byl přítelem malíře Thomase Gainsborougha a jeho bratra, vynálezce Humphreyho Gainsborougha. Psal pro časopis The Gentleman's Magazine a také zveřejnil spisek The Speaking Figure and the Automaton Chess Player, Exposed and Detected, ve kterém se pokusil odhalit princip fungování údajného šachového automatu Turek.
Zemřel ve Francii poblíž Boulogne-sur-Mer, kde byl také pohřben.

## Dílo
- A Year's Journey through France and Part of Spain (dvoudílná publikace)
- The Speaking Figure and the Automaton Chess Player, Exposed and Detected